# Culicoides clavipalpis
Culicoides clavipalpis är en tvåvingeart som beskrevs av Mukerji 1931. Culicoides clavipalpis ingår i släktet Culicoides och familjen svidknott. Inga underarter finns listade i Catalogue of Life.